# Leo Karl Gerhartz
Leo Karl Gerhartz (* 19. Februar 1937 in Essen; † 31. Oktober 2016 in Frankfurt am Main) war ein deutscher Musikpublizist.
Leo Karl Gerhartz studierte Musik-, Literatur- und Theatergeschichte an der Freien Universität Berlin, der Ludwig-Maximilians-Universität München und an italienischen Hochschulen. 1966 wurde er bei Adam Adrio in Berlin mit einer Arbeit über Giuseppe Verdi promoviert.
Nach zweijähriger Mitarbeit in einem Verlag wechselte er zum Hessischen Rundfunk in Frankfurt a. Main. Gerhartz war Chef der E-Musik-Programme und von 1988 bis 1999 Musikchef des Hessischen Rundfunks. 
Während seiner Zeit an dem Sender moderierte Gerhartz auch die von ihm kreierte Sendung „Musik im Kreuzverhör“.
2003 wurde er mit der Goethe-Plakette des Landes Hessen ausgezeichnet.

## Schriften
- Leo Karl Gerhartz: Die Auseinandersetzung des jungen Giuseppe Verdi mit dem literarischen Drama: ein Beitrag zur szenischen Strukturbestimmung der Oper. (= Berliner Studien zur Musikwissenschaft, Band 15), Merseburger, 1968. 523 S.